# Cadillac Model B
La Model B è un'autovettura prodotta dalla Cadillac dal 1904 al 1905. Apparteneva alla classe delle utilitarie e fu il secondo modello prodotto dalla casa automobilistica statunitense. Dalla Model B derivarono le Model C, Model E, Model F, Model K, Model M, Model S e Model T. Le ultime vetture commercializzate, la Model M, la Model S e la Model T, uscirono di produzione nel 1908.

## Storia
La Model B era in sostanza la versione aggiornata della Model A. Come il modello predecessore, la Model B era dotata di un motore monocilindrico da 1.609 cm³ di cilindrata. Tale propulsore era installato anche sui modelli che in seguito derivarono dalla Model B. Il cambio era manuale di tipo epicicloidale a due rapporti, e la trazione era posteriore. Il telaio era in acciaio. A differenza di quello del Model A, che era piegato, il telaio della Model B era stampato.
Le carrozzerie disponibili erano tre, runabout, tonneau e surrey. Su richiesta era ordinabile una versione con carreggiata più larga.

## I modelli derivati
Dalla Model B derivarono i seguenti modelli:
- Model C (prodotta dalla primavera all'estate del 1905): era sostanzialmente una Model B con cofano più grande. Era disponibile in versione tonneau;
- Model E (1905): era dotata di una carrozzeria runabout a due posti aperta. Nella copertura, che era più grande, erano inserite delle aperture laterali di ventilazione;
- Model F (1905): derivava dalla Model E, ma era dotata di un passo allungato di 5 cm. Era disponibile in versione torpedo due e quattro posti. Rispetto ai modelli precedenti, aveva una linea aggiornata;
- Model K (1906-1907): era dotata di telaio leggermente modificato e di una nuova carrozzeria a due posti chiamata "Victoria". Fu anche utilizzata nelle competizioni;
- Model M (1906-1908): derivava dalla Model K, ma era dotata di un passo allungato di 5 cm ed era disponibile con carrozzeria Victoria;
- Model S (1908): aveva un passo di 2.083 mm ed era in sostanza la versione allungata della Model K. Era disponibile in varie versioni ed era sprovvista di predellini laterali;
- Model T (1908): derivava dalla Model S, ma era disponibile in altre versioni di carrozzeria. Era in sostanza la versione allungata della Model M ed era sprovvista di predellini laterali.

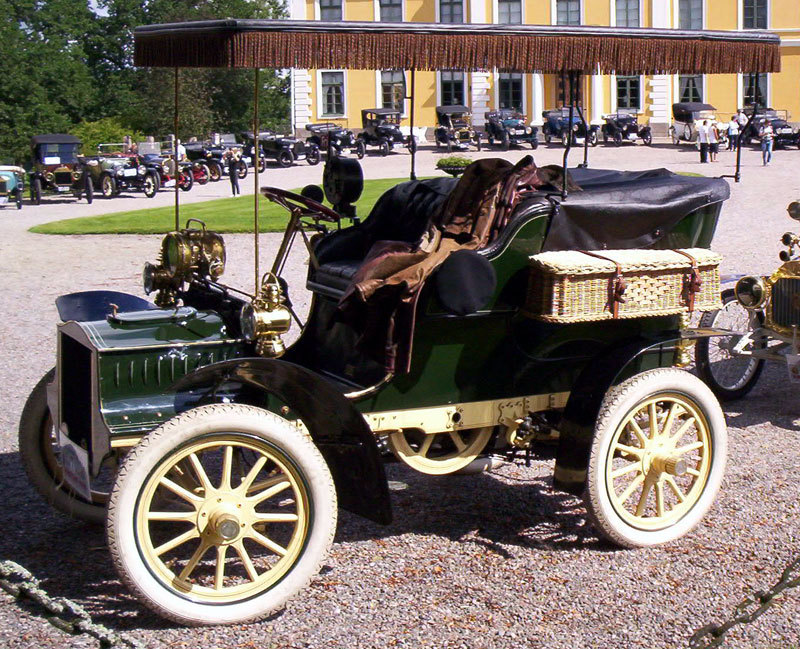
Cadillac Model C
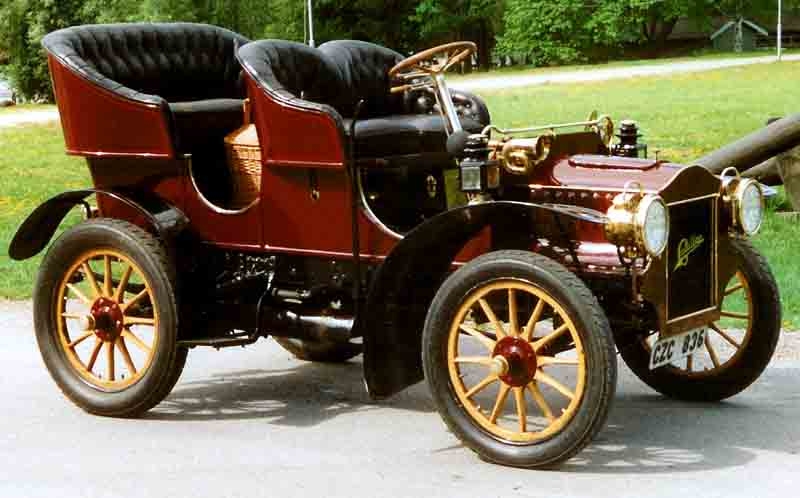
Cadillac Model E
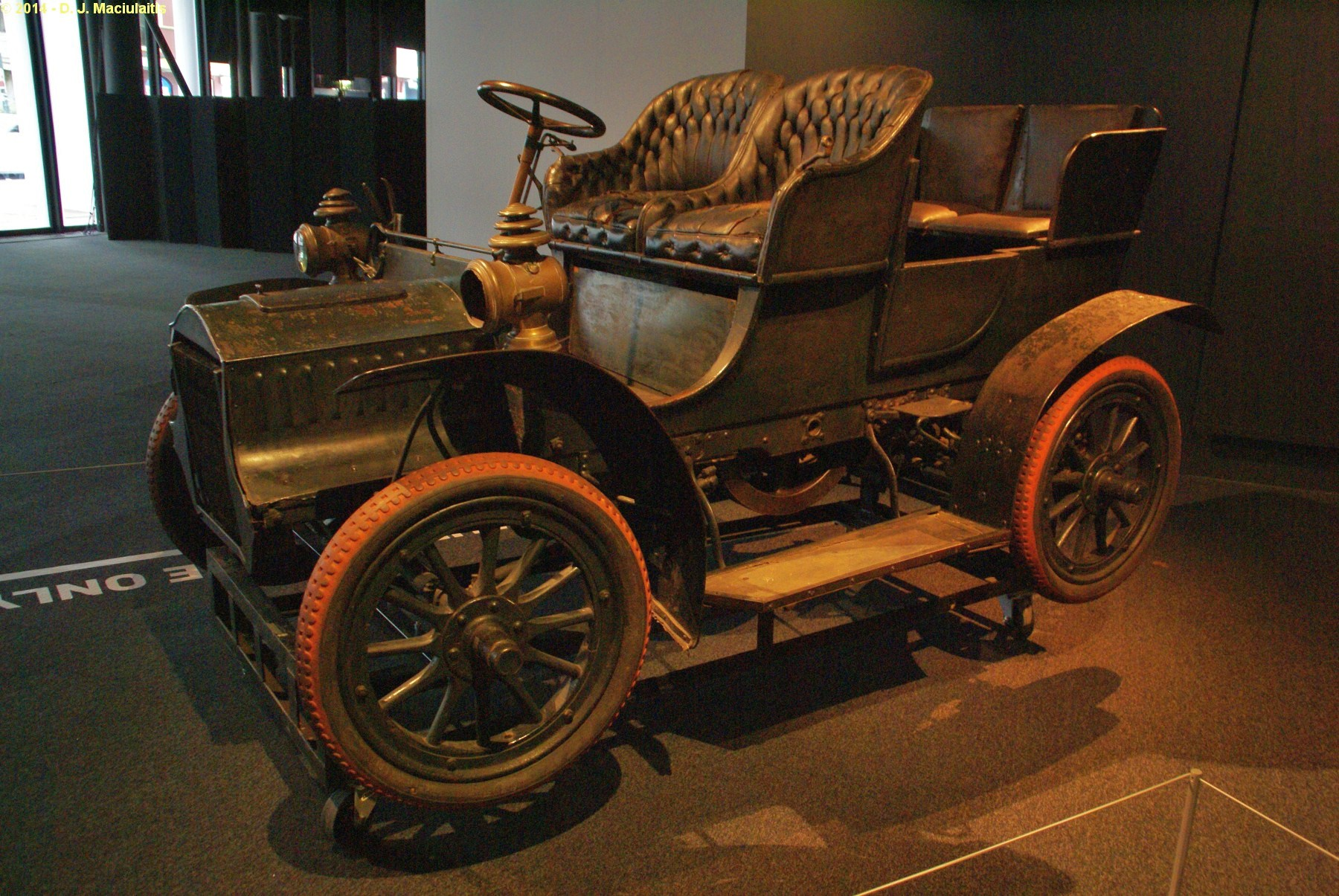
Cadillac Model F
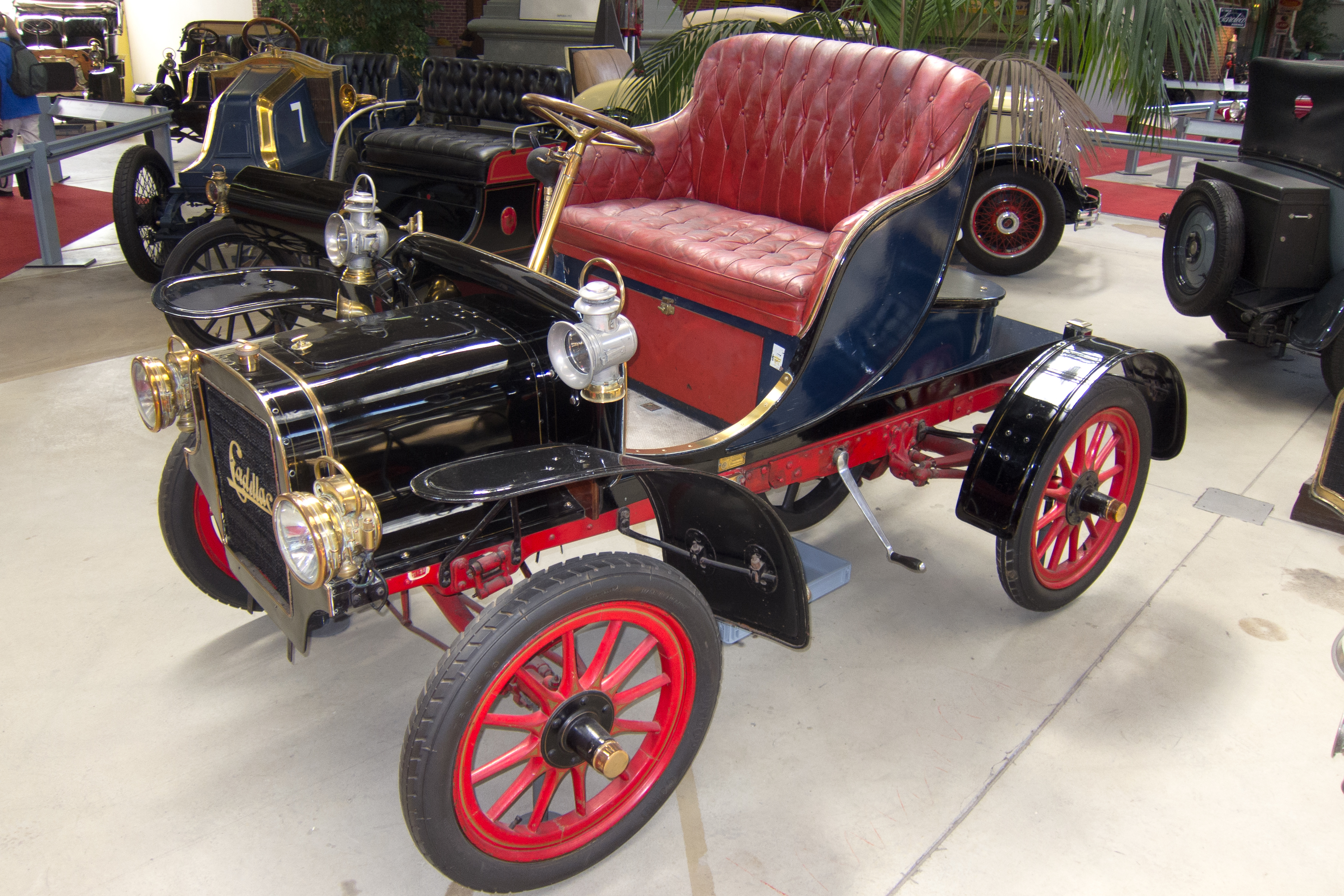
Cadillac Model K
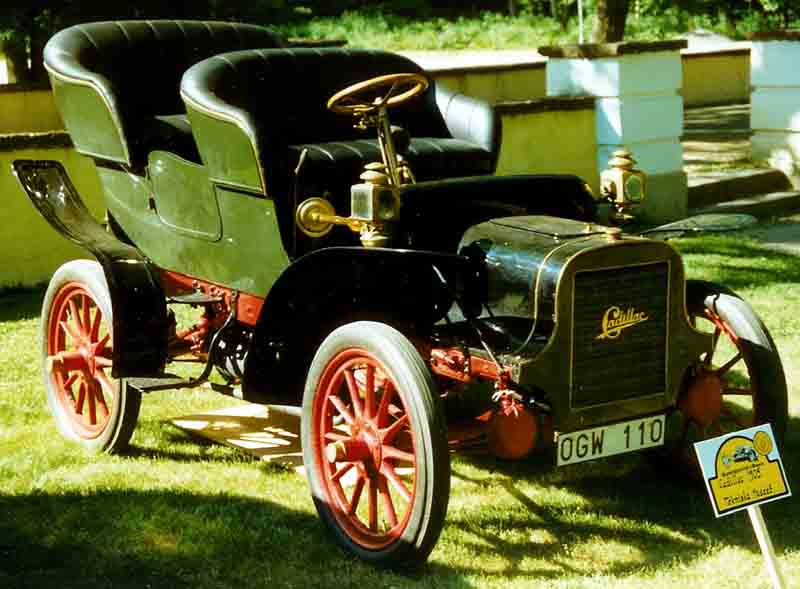
Cadillac Model M
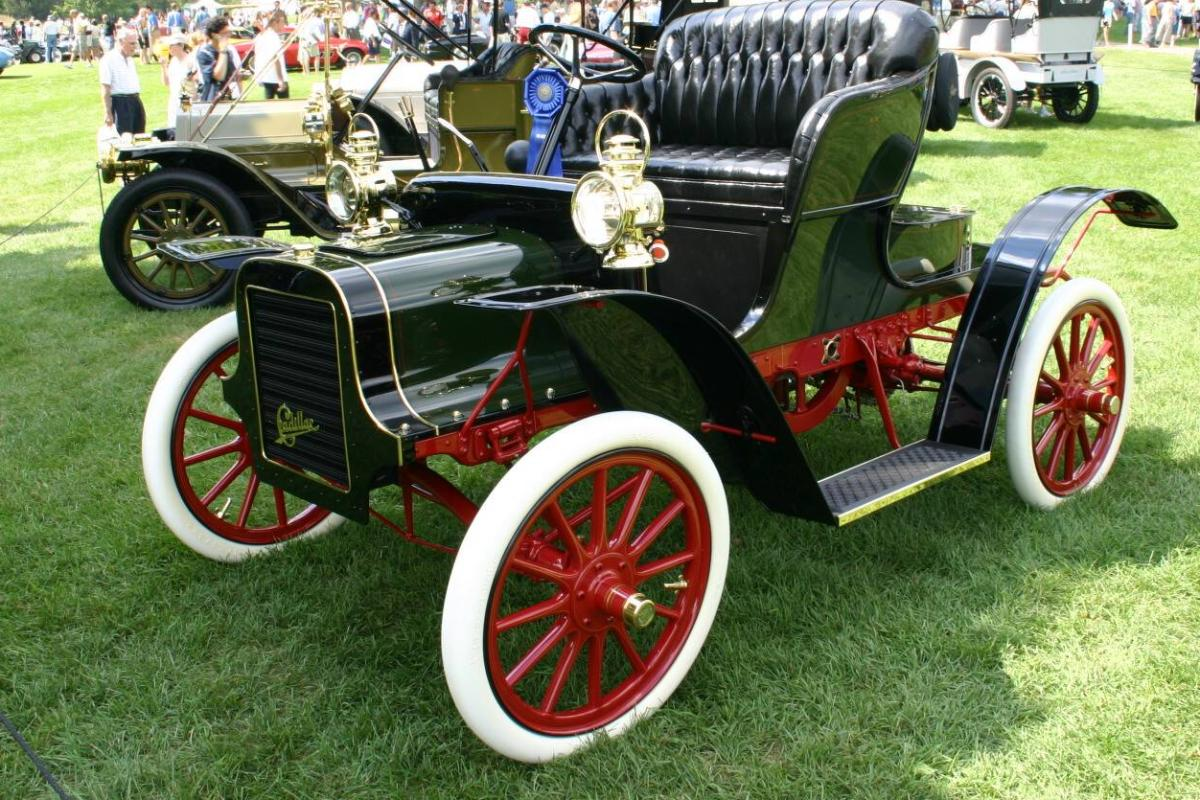
Cadillac Model S

La produzione Cadillac di modelli con motore monocilindrici terminò nel 1908. Dal 1909 la casa automobilistica statunitense iniziò infatti ad assemblare la Model Thirty. Con essa il marchio si trasformò infatti in casa automobilistica produttrice di auto di alto livello.